# Reductio ad Hitlerum
 Reductio ad Hitlerum, також argumentum ad Hitlerum, або reductio (або argumentum) ad Nazium — псевдолатинський вираз, що означає «зведення (або апеляція) до  Адольфа Гітлера (або  нацистів)», сучасний логічний виверт, різновид нерелевантного висновку та помилки причини-наслідку. Термін  reductio ad Hitlerum  був запропонований фахівцем з наукової етики  Лео Штраусом в 1953 році. Використання цього виверту іноді називається «розігруванням нацистської карти».
Виверт часто приймає наступну форму: «Гітлер (або нацисти) підтримували X, отже, X — зло / щось небажане / щось погане» . Приклад: «Гітлер підтримував  боротьбу з курінням, отже, всі подібні кампанії — зло» тощо. Риторична цінність аргументу полягає в тому, що в більшості спільнот цінності Гітлера і нацизму автоматично вважаються неприйнятними, і використання такого порівняння може спричинити в опонента виникнення емоційної реакції, яка не дозволяє дати раціональну відповідь .
Підвидами цього виверту є зіставлення пропозицій опонента з Голокостом, Гестапо, фашизмом або тоталітаризмом, а також з тероризмом . Може використовуватися також зворотна форма: «Гітлер був проти X, отже, X — це добре».